# Villeneuve-d'Allier
 Villeneuve-d'Allier  es una población y comuna francesa, en la región de Auvernia, departamento de Alto Loira, en el distrito de Brioude y cantón de Lavoûte-Chilhac.

## Demografía
| 368 | 324 | 298 | 346 | 288 | 306 |
| Para los censos de 1962 a 1999 la población legal corresponde a la población sin duplicidades (Fuente: INSEE [Consultar]) |     |     |     |     |     |

Es la comuna de mayor población del cantón y de la Communauté de communes de la Ribeyre, Chaliergue et Margeride.